# Euglossa bazinga
Euglossa bazinga ist eine Prachtbiene, die in Brasilien vorkommt. Sie ist nach dem Schlagwort der fiktiven Figur Sheldon Cooper aus der Fernsehserie The Big Bang Theory benannt. Sie wurde früher fälschlicherweise als Euglossa ignita identifiziert und ist vom Verlust ihres Lebensraums bedroht.

## Taxonomie und Namensgebung
Euglossa bazinga ist eine von rund 130 Arten, die derzeit innerhalb der Prachtbienen-Gattung Euglossa identifiziert wurden. Die brasilianischen Biologen André Nemésio von der Universidade Federal de Uberlândia und Rafael R. Ferrari von der Universidade Federal de Minas Gerais identifizierten die Art als eigenständig und veröffentlichten ihre Ergebnisse in der Dezemberausgabe 2012 der Zeitschrift Zootaxa.
Die Autoren benannten die Art zu Ehren des Slogans der Figur Sheldon Cooper aus der Fernsehserie The Big Bang Theory. Nemésio sagte über den Namen: „Sheldon Coopers Lieblingswort 'bazinga', das er benutzt, wenn er jemanden austrickst, wurde hier gewählt, um die Figur zu repräsentieren. Euglossa bazinga hat uns aufgrund seiner Ähnlichkeit mit E. ignita eine Zeit lang ausgetrickst, was uns dazu veranlasste, 'bazinga' zu verwenden.“ Ironischerweise ist die Figur allergisch gegen Bienen.

## Verbreitung und Lebensraum
E. bazinga wurde in den zentralen und nördlichen Gebieten des Mato Grosso in Brasilien nachgewiesen. Sie ist eines der wenigen Exemplare ihrer Gattung, die im Cerrado, einem Savannen-Ökosystem, vorkommen.

## Morphologie und Identifizierung
E. bazinga ist die kleinste der zur Untergattung Glossura gehörenden Euglossa-Arten, hat aber im Verhältnis zu ihrer Körpergröße die längste Zunge.